# Psychotria byrsonimifolia
Psychotria byrsonimifolia är en måreväxtart som beskrevs av Julián Baldomero Acuña Galé och Roíg. Psychotria byrsonimifolia ingår i släktet Psychotria och familjen måreväxter. Inga underarter finns listade i Catalogue of Life.